# Oblast Wolgograd
De oblast Wolgograd (Russisch: Волгоградская область, Volgogradskaja oblast) is een oblast (bestuurlijke eenheid) van Rusland. Wolgograd is de gelijknamige hoofdstad. Andere belangrijke steden zijn Volzjski, Kamysjin en Michailovka
De oblast ligt in het zuidoosten van de Oost-Europese vlakte, en grenst in het oosten aan Kazachstan. De Wolga en de Don stromen door het gebied, dat door een sterk landklimaat weinig neerslag kent.
Belangrijke industrieën zijn de metaalbewerking, aardolie-raffinaderij en chemische industrie. Dat leidt wel tot zware milieuvervuiling in Wolgograd en omgeving.

## Demografie
| 1926      | 1939      | 1959      | 1970      | 1979      | 1989      | 2002      |
| --------- | --------- | --------- | --------- | --------- | --------- | --------- |
| 1.724.000 | 1.775.000 | 1.854.000 | 2.323.000 | 2.475.000 | 2.594.000 | 2.699.200 |